# Cryptotis brachyonyx
Cryptotis brachyonyx е вид бозайник от семейство Земеровкови (Soricidae).

## Разпространение
Видът е разпространен в Колумбия.